# Communauté de communes des Villages du Haut-Périgord
La communauté de communes des Villages du Haut-Périgord est une ancienne communauté de communes française, située dans le département de la Dordogne, en région Aquitaine.

## Historique
La communauté de communes des Villages du Haut-Périgord a été initialement créée le 7 décembre 1993 sous l'appellation de communauté de communes des Vals Crochet-Marcorive, du nom de deux ruisseaux qui la traversent. 
Le nom actuel date du 17 janvier 1994.
Par arrêté no 12-1303 du 3 décembre 2012, un projet de fusion est envisagé entre la communauté de communes des Villages du Haut-Périgord et  celle du Périgord vert granitique. La nouvelle entité, créée par l'arrêté préfectoral no 2013147-004 du 27 mai 2013, prend effet le 1er janvier 2014 et porte le nom de communauté de communes du Haut-Périgord.

## Composition
La communauté de communes des Villages du Haut-Périgord regroupait les communes suivantes :
1. Étouars
2. Soudat
3. Teyjat
4. Varaignes

En 2010, c'était la communauté de communes la moins peuplée du département.

## Politique et administration
| Période                                  | Période       | Identité            | Étiquette | Qualité            |
| ---------------------------------------- | ------------- | ------------------- | --------- | ------------------ |
| décembre 1993                            | 2001          | Jean-Paul Laplagne  |           | Maire de Varaignes |
| 2001                                     | avril 2008    | Jean-Pierre Garraud | DVG       | Maire de Teyjat    |
| avril 2008                               | décembre 2013 | Francine Bernard    | SE        | Maire d'Étouars    |
| Les données manquantes sont à compléter. |               |                     |           |                    |

## Compétences
- Activités péri-scolaires
- Collecte des déchets des ménages et déchets assimilés
- Environnement
- Équipements ou établissements culturels, socioculturels, socio-éducatifs ou sportifs
- Programme local de l'habitat
- Tourisme
- Zones d'activités industrielle, commerciale, tertiaire, artisanale ou touristique

### Sources
- Le SPLAF (Site sur la Population et les Limites Administratives de la France)
- La base ASPIC de la Dordogne - (Accès des Services Publics aux Informations sur les Collectivités)